# Chamalapura, Heggadadevankote
Chamalapura là một làng thuộc tehsil Heggadadevankote, huyện Mysore, bang Karnataka, Ấn Độ.